# Burton Watson
Burton Dewitt Watson, né le 13 juin 1925 et mort le 1er avril 2017, est un chercheur et traducteur américain connu pour ses traductions en anglais de la littérature chinoise et japonaise. Celles-ci ont reçu de nombreux prix, dont la médaille d'or du Centre de traduction de l'Université Columbia en 1979, le PEN Translation Prize en 1982 pour sa traduction avec Hiroaki Sato From the Country of Eight Islands: An Anthology of Japanese Poetry, et à nouveau en 1995 pour Selected Poems of Su Tung-p'o. En 2015, à 88 ans, Watson reçoit la médaille PEN/Ralph Manheim Medal for Translation pour sa longue et prolifique carrière de traducteur.

## Vie et carrière
Burton Watson est né le 13 juin 1925 à New Rochelle dans l'Etat de New York, où son père était directeur d'hôtel. 
En 1943, à 17 ans, Watson abandonna ses études secondaires pour rejoindre l'US Navy et est stationné sur des navires de réparation dans le Pacifique Sud pendant les dernières années de la Guerre du Pacifique lors de la Seconde Guerre mondiale. Son navire se trouve aux îles Marshall lorsque la guerre prend fin en août 1945. Le 20 septembre 1945, il navigue vers le Japon et la base navale de Yokosuka, où Watson connaît ses premières expériences directes avec le Japon et l'Asie de l'Est. Il raconte dans Rainbow World que lors de son premier congé à terre, lui et ses compagnons de bord rencontrent une pierre à Tokyo avec une notation musicale dessus qu'ils essaient de chanter. Quelques mois plus tard, Watson se rend compte qu'il avait été au parc d'Hibiya et que la chanson était Kimi ga yo, l'hymne national japonais.
Watson quitte le Japon en février 1946, est démis de ses fonctions de la marine puis est accepté à l'Université Columbia grâce à la G.I. Bill. Il se spécialise en chinois et a notamment pour professeurs L. Carrington Goodrich et le savant chinois Wang Chi-chen. À cette époque, la plupart des programmes d'études chinois sont axés sur l'apprentissage de la lecture des caractères chinois et de la littérature chinoise, car on supposait que tout «étudiant sérieux» pourrait plus tard apprendre à parler réellement chinois en allant en Chine. Il fait également un an de japonais. Watson passe cinq ans à étudier à Columbia, obtenant un BA en 1949 et une MA en 1951.
Après avoir obtenu sa maîtrise, Watson espère pouvoir déménager en Chine pour poursuivre ses études mais le Parti communiste chinois  —  qui avait pris le contrôle de la Chine en 1949 avec sa victoire dans la guerre civile chinoise  —  ferme le pays aux américains. Il ne peut trouver de poste à Taïwan ou à Hong Kong et déménage donc au Japon, à Kyoto. Il officie en tant que professeur d'anglais à l'Université Doshisha et en tant qu'assistant de recherche du professeur Yoshikawa Kōjirō en langue et littérature chinoises à l'Université de Kyoto. 
Bien qu'il s'intéresse à la traduction de poésie, ses premières traductions significatives sont des kanshi (poèmes en chinois écrits par des japonais) et sont réalisées en 1954 pour Donald Keene, qui compile une anthologie de la littérature japonaise. Quelques années plus tard, il envoie des traductions des premiers poèmes chinois du Yutai Xinyong à Ezra Pound pour commentaires. Dans les années suivantes, Watson se lie d'amitié avec Gary Snyder, qui vit à Kyoto dans les années 1950, puis Cid Corman et Allen Ginsberg.
En 1956, il obtient un doctorat à l'Université Columbia avec une thèse de doctorat sur l'historien du Ier siècle av. J.-C. Sima Qian intitulée "Ssu-ma Ch'ien: L'historien et son œuvre". Il travaille ensuite comme membre de l'équipe de Ruth Fuller Sasaki, traduisant des textes bouddhistes en anglais et retourne à New York en août 1961. Il enseigne ensuite à Columbia et à Stanford en tant que professeur de chinois. 
Watson déménage au Japon en 1973, où il reste pour le reste de sa vie. Il consacre une grande partie de son temps à la traduction, à la fois d'œuvres littéraires et de textes plus courants tels que des publicités, des manuels d'instructions, etc. Il déclare, dans une interview avec John Balcom, que ses traductions de la poésie chinoise ont été grandement influencées par les traductions d'Erza Pound et d'Arthur Waley, en particulier ce dernier. Au Japon, il commence la méditation zen et l'étude du kōan. Bien qu'il travaille comme traducteur pour la Soka Gakkai, une organisation bouddhiste japonaise, il n'est pas un adepte de l'école bouddhiste Nichiren ou membre de la Soka Gakkai. 
Watson décède le 1er avril 2017, à l'âge de 91 ans, à l'hôpital Hatsutomi de Kamagaya, au Japon.

## Traductions

### Traductions depuis le chinois
- The Lotus Sutra and Its Opening and Closing Sutras, Soka Gakkai, 2009  (ISBN 978-4412014091)
- Late Poems of Lu You, Ahadada Books, 2007
- Analects of Confucius, 2007
- The Record of the Orally Transmitted Teachings, 2004
- The Selected Poems of Du Fu, 2002
- Vimalakirti Sutra, New York: Columbia University Press 1996[8]
- Selected Poems of Su Tung-P'o, Copper Canyon Press, 1994
- The Lotus Sutra, Columbia University Press, 1993
- Records of the Grand Historian: Han Dynasty, Columbia University Press, 1993,  (ISBN 978-0-231-08164-1).
- The Tso Chuan: Selections from China’s Oldest Narrative History, 1989
- Chinese Lyricism: Shih Poetry from the Second to the Twelfth Century, 1971
- Cold Mountain: 100 Poems by the T’ang Poet Han-Shan, 1970
- The Old Man Who Does As He Pleases: Selections from the Poetry and Prose of Lu Yu, 1973
- Chinese Rhyme-Prose: Poems in the Fu Form from the Han and Six Dynasties Periods, 1971
- The Complete Works of Chuang Tzu, 1968
- Su Tung-p'o: Selections from a Sung Dynasty Poet, 1965
- Chuang Tzu: Basic Writings, 1964
- Han Fei Tzu: Basic Writings, 1964
- Hsün Tzu: Basic Writings, 1963
- Mo Tzu: Basic Writings, 1963
- Early Chinese Literature, 1962
- Records of the Grand Historian of China, 1961
- Ssu-ma Ch'ien, Grand Historian of China, 1958
- Chinese Rhyme-Prose: Poems in the Fu Form from the Han and Six Dynasties Periods. Rev. ed. New York Review Books, 2015.

### Traductions depuis le japonais
- The Tale of the Heike, 2006
- For All My Walking: Free-Verse Haiku of Taneda Santōka with Excerpts from His Diaries, 2004
- The Writings of Nichiren Daishonin, vol 1 in 1999 and vol 2 in 2006
- The Wild Geese (Gan, by Mori Ōgai), 1995
- Saigyō: Poems of a Mountain Home, 1991
- The Flower of Chinese Buddhism (Zoku Watakushi no Bukkyō-kan, by Ikeda Daisaku), 1984
- Grass Hill: Poems and Prose by the Japanese Monk Gensei, 1983
- Ryōkan: Zen Monk-Poet of Japan, 1977
- Buddhism: The First Millennium (Watakushi no Bukkyō-kan, by Ikeda Daisaku), 1977
- The Living Buddha (Watakushi no Shakuson-kan, by Ikeda Daisaku), 1976

La plupart des traductions de Watson sont publiées par le biais de la Columbia University Press.